# TVM (equipo ciclista)
El TVM es un antiguo equipo ciclista neerlandés que corrió entre el 1988 y el 2000. El 1998 el equipo se vio involucrado en un caso de dopaje al Tour de Francia. Dos años después el equipo desapareció, después de un último año sin el patrocinador TVM.

## Principales victorias

### Clásicas
- París-Tours: 1988 (Peter Pieters) y 1991 (Johan Capiot)
- Circuito Het Volk: 1990 y 1992 (Johan Capiot), 1997 y 1998 (Peter Van Petegem)
- Tour de Flandes: 1999 (Peter Van Petegem)
- Gante-Wevelgem: 2000 (Geert Van Bondt)
- Grande Pulse @E3: 2000 (Sergei Ivanov)

### Grandes Vueltas
- Tour de Francia:
  - 11 participaciones (1989, 1990, 1991, 1992, 1993, 1994, 1995, 1996, 1997, 1998, 2000)
  - 10 victorias de etapa :
    - 2 el 1991: Dimitri Konyshev (2)
    - 1 el 1992: Rob Harmeling
    - 1 el 1993: Jesper Skibby
    - 1 el 1994: Bo Hamburger
    - 1 el 1995: Jeroen Blijlevens
    - 2 el 1996: Jeroen Blijlevens, Bart Voskamp
    - 1 el 1997: Jeroen Blijlevens
    - 1 el 1998: Jeroen Blijlevens

- Giro de Italia
  - 8 participaciones  (1989, 1990, 1991, 1995, 1996, 1998, 1999, 2000)
  - 6 victorias de etapa: 
    - 2 el 1989: Phil Anderson, Jesper Skibby
    - 1 el 1990: Phil Anderson
    - 1 el 1998: Laurent Roux
    - 2 el 1999: Jeroen Blijlevens (2)

  - 1 clasificación secundaria: 
    -  1 victoria en la Clasificación intergiro: Phil Anderson (1990)

- Vuelta a España
  - 10 participaciones(1991, 1992, 1993, 1994, 1995, 1996, 1997, 1998, 1999, 2000)
  - 14 victorias de etapa:
    - 2 el 1991: Jesper Skibby (2)
    - 1 el 1993: Dag Otto Lauritzen
    - 1 el 1994: Bart Voskamp
    - 2 el 1995: Jesper Skibby, Jeroen Blijlevens
    - 1 el 1996: Jeroen Blijlevens
    - 2 el 1997: Lars Michaelsen, Bart Voskamp
    - 2 el 1998: Jeroen Blijlevens (2)
    - 2 el 1999: Jeroen Blijlevens, Serguei Outschakov
    - 1 el 2000: Jans Koerts

### Campeonatos nacionales
- Campeonato de Bélgica en ruta (1). 1993 (Alain Van den Bossche)
- Campeonato de los Países Bajos en ruta (4). 1988 (Peter Pieters), 1992 (Tristan Hoffman), 1995 (Servais Knaven), 1996 (Maarten den Bakker)
- Campeonato de los Países Bajos en contrarreloj (2). 1994 (Steven Rooks), 1999 (Bart Voskamp)
- Campeonato de Rusia en ruta (3). 1998, 1999, 2000 (Sergei Ivanov)
- Campeonato de Suecia en contrarreloj (2). 1997 y 1998 (Michael Andersson)
- Campeonato de Suiza en contrarreloj (1). 1995 (Roland Meier)

## Clasificaciones UCI
Hasta el 1998 los equipos ciclistas se encontraban clasificados dentro de la UCI en una única categoría. El 1999 la clasificación UCI por equipos se dividió entre GSI, GSII y GSIII. De acuerdo con esta clasificación los Grupos Deportivos Y son la primera categoría de los equipos ciclistas profesionales. El equipo TVM será considerado GSI durante todos el periodo. La siguiente clasificación establece la posición del equipo al finalizar la temporada.
| Temporada | Clasificación por equipos | Mejor ciclista en la clasificación individual |
| --------- | ------------------------- | --------------------------------------------- |
| 1995      | 10.º                      | Jelle Nijdam (49.º)                           |
| 1996      | 14.º                      | Bo Hamburger (57.º)                           |
| 1997      | 7.º                       | Laurent Roux (37.º)                           |
| 1998      | 14.º                      | Peter Van Petegem (17.º)                      |
| 1999      | 9.º                       | Peter Van Petegem (20.º)                      |
| 2000      | 14.º                      | Peter Van Petegem (22.º)                      |